# 크레이그 페데리히

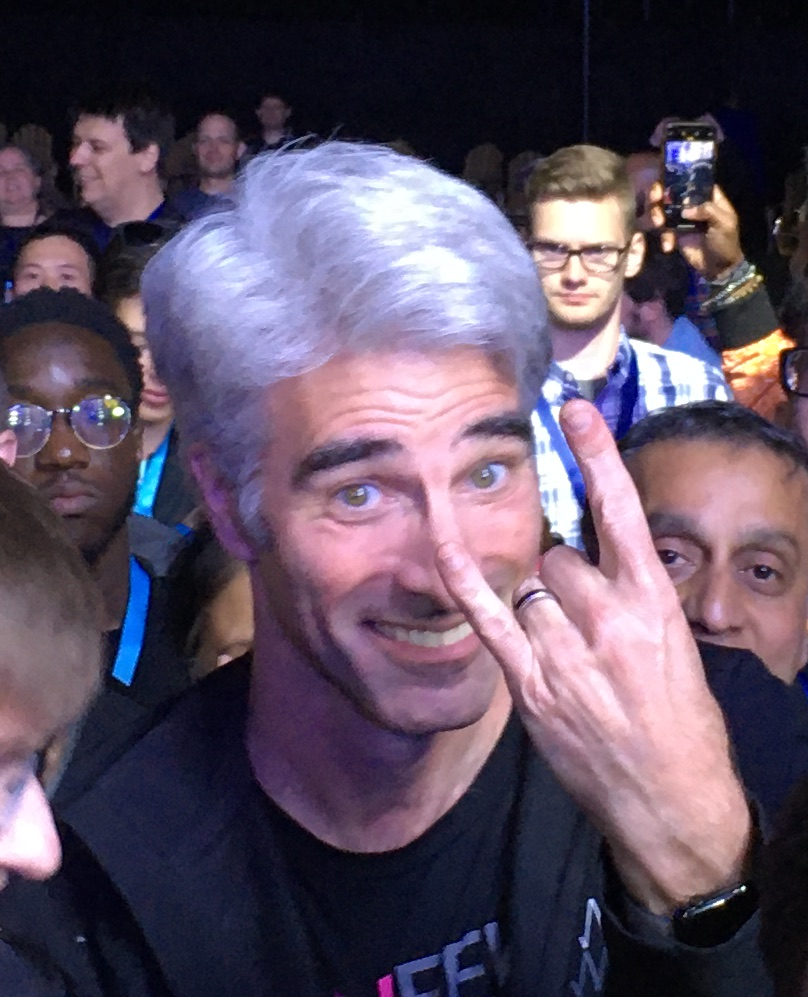

크레이그 페데리기는 애플사의 소프트웨어 엔지니어링 수석부사장이다. 아이폰, 아이패드, 맥에 들어가는 소프트웨어 그룹을 이끌고 있다.

## 생애
캘리포니아 대학교 버클리에서 컴퓨터과학 학사와 석사를 받았다.

## 경력
스티브 잡스의 넥스트에서 근무하다가 1997년 애플이 넥스트를 인수했을 때 애플에 입사하였다. 애플을 떠나 아리바에서 잠시 일하다 2009년 다시 애플로 복귀하여 Mac OS X 엔지니어링팀을 이끌었다. 스캇포스톨의 퇴임으로 맥소프트웨어 뿐만 아니라 iOS까지 맡게 되었다. 2013년 IOS 7과 OS X 메버릭의 공개에서 발표를 하였다.

## 참고 문헌
- 애플의 떠오르는 별, 크레이그 페데리히는 누구? 전자신문 2013.6.13